# Camp de voleibol

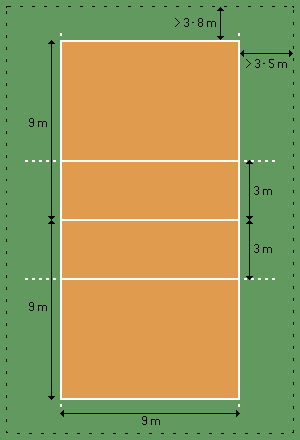
Representació esquemàtica d'una pista de voleibol

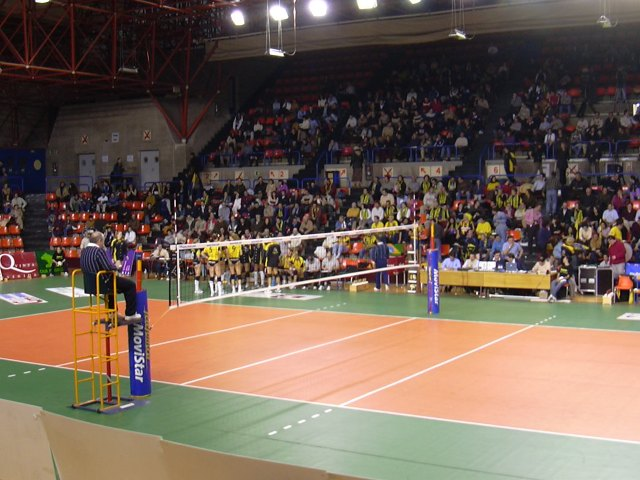
Pista de voleibol

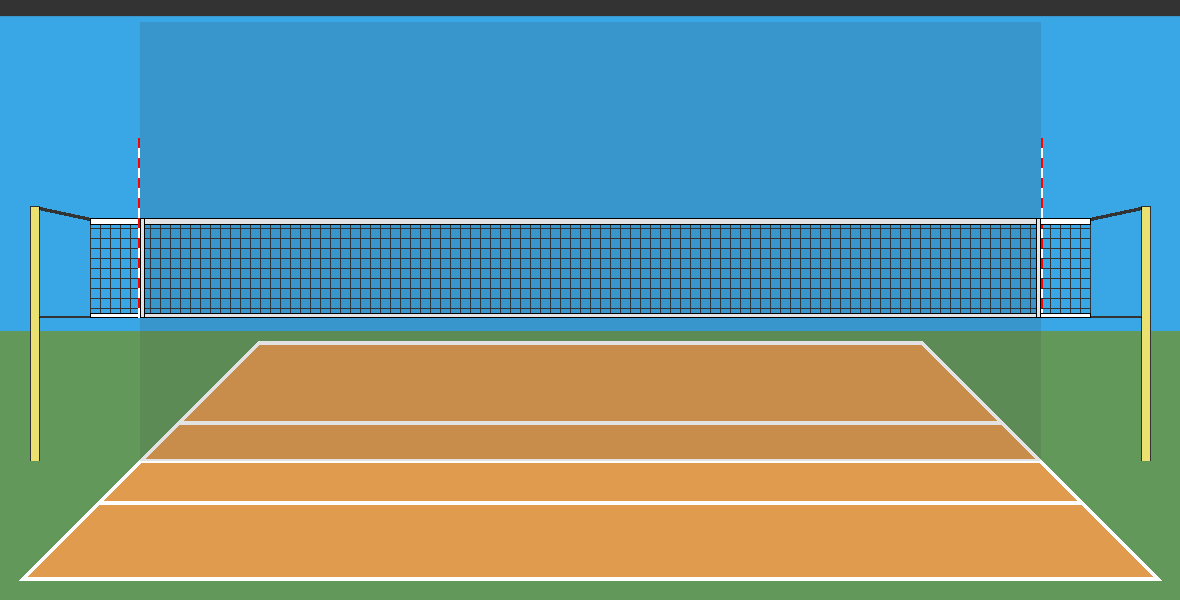
Antenes verticals que limiten l'espai de joc

La pista de voleibol, lloc on es desenvolupa la majoritària part del joc, és un dels caràcters més importants d'aquest, ja que, decideix la zona on uns jugadors amb un rol específic podran exercir aquest esport amb els diferents tipus de normes.
Un camp oficial hauria d'assolir les mesures de 18 m x 9 m (mesura feta des de la vora de la línia de fora del camp) d'aquesta manera seria un camp vàlid per a competir tant nacionalment com internacionalment. Tot i això, el camp té diferents mesures depenent de l'edat dels jugadors, en aquest cas els juvenils jugaran amb les mateixes dimensions que es juga a l'hora de competir (18 m x 9 m), en canvi, els alevins en ser més petits jugaran en un camp de 12 m x 6 m dimensions.
Les mesures de la pista no sols formen part del voltant (perímetre) i dintre (àrea) sinó que també té unes mesures exteriors que envolten el camp. Al voltant d'un camp oficial es deixa un espai 5 m a les línies laterals i 8 m a les dels extrems, ja que si la pilota surt fora de la pista es pugui anar a salvar per a continuar el joc sense que l'equip contrari faci un punt (també es poden deixar 3 m, però el més recomanable i el més comú és que a les competicions d'alt nivell siguin les altres dimensions).
Al camp justament dividit per la meitat hi ha una xarxa (que ha de fer reglamentàriament, per als jocs oficials, 3 m) que es posiciona gràcies a una línia divisòria marcada al terra que divideix el camp dels jugadors contraris. Si a l'hora de jugar alguna persona de l'altre equip trepitja o sobrepassa amb el taló del peu la línia divisòria es conta com a invasió i es dona el punt a l'equip contrari.
Els jugadors també tenen diferents posicions per a jugar que estan formades per un ordre numèric per a distingir-les. Les posicions són nomenades de l'extrem de baix a la dreta fins a la meitat de la part inferior del camp (acaben formant un rectangle numèric), 4, 3, 2, a la part superior i 5,6,1 a la part inferior. La pista també té una altra línia dintre del camp, a 3 m de la xarxa, que separa la zona defensiva de l'atac. Hi ha diversos casos on la tàctica que s'utilitza és deixar rematar a alguns jugadors que estan defensant, en aquest cas, si el jugador de defensa ha de fer una acció d'atacant no pot trepitjar aquella part de la pista tenint alhora contacte amb la pilota (sinó també es concedirà el punt a l'altre equip) així que han de saltar a temps per a poder rematar la pilota i després poder caure a dintre de la pista sense concedir cap falta.